# Георги Богданов (футболист)
Вижте пояснителната страница за други личности с името Георги Богданов.
Георги Константинов Богданов-Животното е български футболист, полузащитник. Юноша на ФК „Левски-Спартак“ София с треньор Васил Митков /Шопа/. Играл е за Черно море, Академик (София), Сливен, Етър, Миньор (Перник), Янтра, Литекс, Спартак (Варна), Хебър, Спартак (Плевен), Рилски спортист, Спартак (София) и Сливнишки герой. 
Шампион на България през 1999 г. с Литекс.

## Статистика от детско юношеската школа
- Голмайстор в Международния турнир за деца във Франция – юни 1997 година
- Първо място в Международния детско-юношески международен турнир във Франция – 1988 година

## Статистика по сезони
- (ФК „Академик“ София) - (В Югозападна група)
- (Участва в IX турнир на сборните състави на В РФГ – младежки футболен преглед 1993 г., в отборът на Югозападна група – победител в турнира)
- (ПФК Сливен /Сливен/ 1993 – 1994 г.)
- Академик (София) – 1994/95 – Б група, 24/5
- Черно море – 1996/пр. – Б група, 16/3
- Черно море – 1996/ес. - Б група, 10/0
- Етър – 1997/пр. - A група, 14/2
- Етър – 1997/98 – A група, 26/2
- Миньор (Перник) – 1998/ес. - A група, 13/2
- Литекс – 1999/пр. - A група, 3/0
- Спартак (Варна) – 1999/00 – A група, 23/0
- Спартак (Варна) – 2000/ес. - A група, 11/1
- Хебър – 2001/пр. - A група, 10/4
- Спартак (Плевен) – 2001/02 – A група, 23/3
- Янтра – 2002/ес. - Б група, 10/6
- Рилски спортист – 2003/пр. - A група, 4/1
- Спартак (София) – 2003/04 – В група, 23/6
- Сливнишки герой – 2004/05 – В група, 21/4
- Сливнишки герой – 2005/06 – В група, 19/5
- Миньор (Др) – 2006/07 – В група